# Faecalibacterium
Faecalibacterium (лат.) — род бактерий из семейства Oscillospiraceae (или Ruminococcaceae) порядка Eubacteriales. Одна из наиболее многочисленных и важных комменсальных групп бактерий микрофлоры кишечника человека (в норме их около 5 % от всего числа бактерий толстого кишечника человека). Эти бактерии не образуют спор и неподвижны.

## Этимология
Название Faecalibacterium происходит от сочетания латинского слова faecalis (относящийся к фекалиям) и латинизированного греческого слова bakterion (др.-греч. βακτήριον, «палочка»); Faecalibacterium как палочка взятая из фекалий, так как эта бактерия присутствует в большом количестве в фекалиях в толстой кишке, предполагаемом месте ее обитания).

## Описание
Размер бактерий составляет около 0,5×0,8 — 2,0×9,0 мкм.
У здоровых взрослых людей Faecalibacterium prausnitzii составляет более 5 % бактерий в кишечнике, что делает её одной из самых распространённых бактерий кишечника. Она обладает противовоспалительными свойствами и может улучшать дисбаланс кишечных бактерий, в противном случае приводящий к дисбактериозу.
Ранее считавшаяся представителем рода Fusobacterium, бактерия Faecalibacterium prausnitzii (Hauduroy et al. 1937) названа в честь немецкого бактериолога Отто Праусница (Otto Prausnitz, 1876—1963), впервые выделившего этот организм. В 2002 году было предложено переклассифицировать её в самостоятельный монотипический род Faecalibacterium, содержащий вид Faecalibacterium prausnitzii, поскольку филогенетический анализ изолятов показал, что она лишь отдалённо связана с Fusobacterium и является более близким членом кластера Clostridium IV. Эта бактерия является грамотрицательной, как и первая классификация Fusobacterium, однако окрашивается она как грамположительная. Это может быть связано с тем, что на её внешней мембране отсутствуют липополисахариды, поэтому она окрашивается ближе к грамположительным бактериям, чем к грамотрицательным.
Род содержит несколько видов, включая Faecalibacterium prausnitzii, Faecalibacterium butyricigenerans, Faecalibacterium longum (последние два описаны в 2021 году), Faecalibacterium duncaniae, Faecalibacterium hattorii и Faecalibacterium gallinarum (последние три описаны в 2022 году). Первый известный вид — Faecalibacterium prausnitzii — грамположительный, мезофильный, палочковидный, анаэробный; он является одной из наиболее многочисленных и важных комменсальных бактерий микрофлоры кишечника человека. Эти бактерии не образуют спор и неподвижны. В процессе ферментации пищевых волокон они вырабатывают бутират и другие короткоцепочечные жирные кислоты. Производство бутирата делает их важным членом микробиоты кишечника, борющимся с его воспалением.